# Naratriptano
O naratriptano é um fármaco utilizado no tratamento dos sintomas da enxaqueca, agonista do receptor 5-HT1D de serotonina com ação vasoconstritora.